# Qadishtu
Qadíshtu (Akkadisch, ook Qadištu, Hebreeuws קדשה Qedesha van de wortel qdsh, ook gespeld Kedesha, Kedeshah) of Qodesh waren een klasse van priesteressen in de tempels van de oude Levant. Letterlijk wordt de term vertaald als "toegewijden", "geconsacreerden" of courant als "heilige vrouwen". Het suffix -t- duidt doorgaans op vrouwelijk en -u- op meervoud.
Deze vrouwen stonden met het Akkadische woord qadíshtu bekend, terwijl een aantal van hen later in de belangrijke tempel van Isjtar in Babylon ishtarítu heetten, wat eenvoudig 'vrouwen van Isjtar' (Astarte) betekent.

## Functie
De Qadishtu waren verbonden aan de cultus van de vruchtbaarheidsgodin Astarte (Isjtar of Ashtoreth). Er bestaat onzekerheid over wat de functie van de vrouwen in de tempel precies inhield. Sommigen stellen ze gelijk met prostituees (gebruikmakend van de Hebreeuwse term Heb.zona, "profetes" of "hoer", in plaats van Heb.qedesha, letterlijk "heilige vrouw", een titel van de godin van de vruchtbaarheid, zoals in de Bijbel genoemd.)
De Encyclopaedia Britannica associeert de oude godin Ashtoreth met Io, Ishtar, en betitelt de rol van qedesha algemeen als "verering in de religie van Kanaän, Egypte, Syrië en Palestina". In ieder geval omvatte deze cultus onder andere de heilige sekspraktijken die gemeenzaam als tempelprostitutie zijn bestempeld.

## Status
De functie van qadishtu had in de Soemerische en Babylonische samenleving een hoogst gerespecteerde status.
Qadishtu waren doorgaans van rijken huize en genoten rechten die hun status en hun bezittingen vrijwaarden. Soemerische en Babylonische documenten onthullen dat deze vrouwen, door hun band met het tempelcomplex, land en andere eigendommen bezaten en bij uitgebreide zakelijke activiteiten betrokken waren. Waarschijnlijk waren, in een samenleving met matrilineaire afstamming, qadishtu zelf dochters van oudere qadishtu, die de namen, titels en eigendommen van hun moeders hadden geërfd.

## Vermeldingen in de oudheid

### Het Oude Egypte

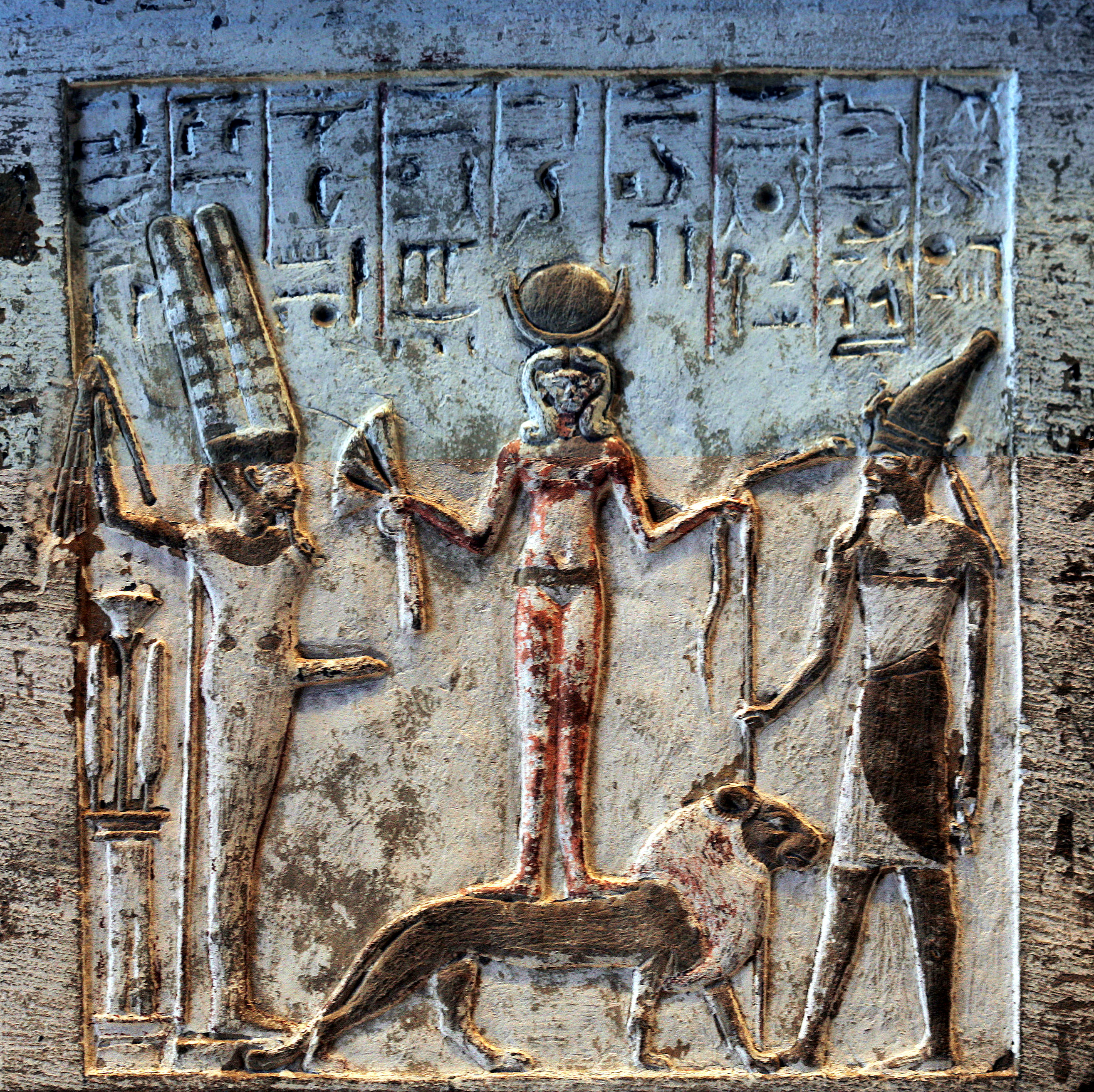
Stele van Qetesh (British Museum)

Tijdens 19e en 20e dynastie van Egypte (1292–c. 1075 v.Chr.) is er melding van Qedeshu, "Vrouwe van Kadesh" (Syrië), die vereerd werd als godin van liefde en schoonheid.
Op de stele van het Brits Museum wordt zij Kent genoemd, en op de stele van Turijn Qetesh. Op allebei worden haar de epithetons "Vrouwe van de Hemel, Meesteres van alle Goden, Oog van Ra, Ene zonder tweede" toegekend.

### Het Oude Israël
Sommige Bijbels gebruiken het Hebreeuwse woord zona (letterlijk: "prostituee"), andere het woord qedesha ("toegewijde vrouwen"). De King James-versie noemt haar "vrijster" (Rechters: 11:1). Qedesha hadden in Bijbelse tijden rituele betrekkingen met mannen in heidense vruchtbaarheidsritussen. Het woord komt ook voor in Dt 23, 18; Hos 4, 14. Volgens Roland de Vaux zijn er drie informatiebronnen voor de situatie in het Oude Israël: de Bijbel, de getuigenissen van de buurvolken, en de archeologie. De Bijbel verhaalt, dat heilige vrouwen in Jeruzalem sluiers en kleding weefden voor de asherim (beelden van de godin Asherah) in wat hij als het "huis van de heilige prostituees" aanduidde.

### Herodotos
Overblijfselen van de vroegere seksgewoonten werden door Herodotus beschreven. Hij vermeldt dat in zijn tijd (ca. 450 v.Chr.) Babylonische vrouwen slechts eenmaal in hun leven met een vreemdeling de liefde bedreven bij wijze van eerste sekservaring, en als zij trouwden alleen nog met hun echtgenoten seks hadden.